# Franziska von Slavata

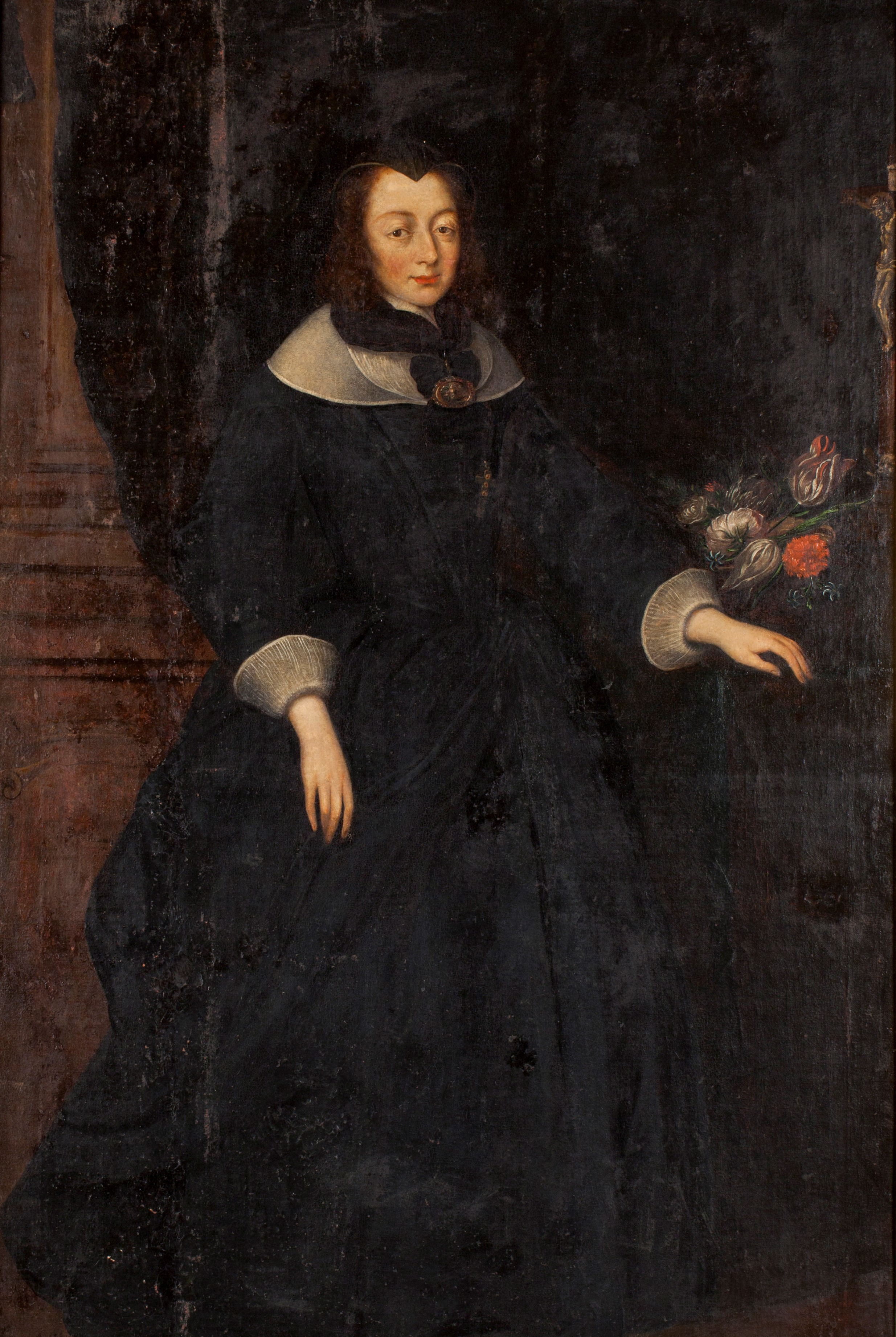
Franziska von Slavata

Franziska Gräfin von Slavata geborene von Meggau (~ 28. Oktober 1609 in Wien; † 22. Oktober 1676 in Neuhaus, Königreich Böhmen) war eine österreichische Adlige, Gouvernante und Obersthofmeisterin. 

## Leben
Sie stammte aus dem Adelsgeschlecht Meggau und war die Tochter des Obersthofmeisters Leonhard Helfried Freiherr von Meggau (1577–1644) und dessen Ehefrau Anna geborene Khuen von Belasy (1580–1631). Ihre Taufe fand in der Wiener St.-Michaels-Kirche statt. Am Hof des Kaisers Ferdinand III. fungierte sie als Hofdame und Gouvernante seiner Kinder. Am 15. März 1627 heiratete sie in Wien den kaiserlichen Kämmerer Joachim Ulrich von Slavata (1606–1645), dem ab 1640 das Amt des Obersthofrichters von Böhmen übertragen wurde. Nach dem Tode ihrer Tante Susanna Veronika Gräfin Trautson wurde sie 1648 deren Nachfolgerin als Obersthofmeisterin. 1644/45 war sie Miterbe ihres Vaters und ihres Mannes. 1650 stiftete sie auf ihren Gut Freistadt eine Rosenkranzbruderschaft und 1651/55 das Jesuitenkolleg Telč. Kaiser Leopold I. ernannte sie 1674 erneut zur Erzieherin seiner Kinder sowie zur Obersthofmeisterin der Kaiserin Claudia Felicitas. Nach Franziskas Tod verfasste der Jesuit Bartholomäus Christelius über sie eine Biografie mit Anweisungen, die eine katholische Witwe zu beachten habe. Das Buch wurde 1694 in Brünn als „Witwenspiegel“ gedruckt.

## Nachkommen
Aus der 1627 geschlossenen Ehe mit Joachim Ulrich von Slavata (1606–1645) gingen folgende Kinder hervor:
1. Katharina Theresia (1634–1673), Hofdame; ⚭ Johann Ernst von Fünfkirchen († 1684), Hauptmann
2. Anna Lucia (1637–1703); ⚭ Adolph Wratislaw von Sternberg (1627–1703), Geheimer Rat, Oberstburggraf
3. Johann Joachim (1637–1689), Geheimer Rat, Obersthofrichter in Böhmen; ⚭ Maria Margaretha von Trautson († 1698)
4. Franz Leopold (1639–1691), Domherr in Passau
5. Johann Karl (1640–1712), Karmeliter
6. Maria Barbara (1643–1683); ⚭ Christoph Philipp von Liechtenstein-Kastelkorn